# African Business
African Business ist ein afrikanisches Wirtschaftsmagazin, das vom britischen Verlag IC Publications mit Sitz in London herausgegeben wird. Herausgeber ist David Thomas. Es gibt eine Print- und eine Onlineausgabe.

## Geschichte und Geschäftsbereich
Die erste Ausgabe erschien im Januar 1982. Der Schwerpunkt liegt auf der Berichterstattung über wirtschaftliche Themen Afrikas, auch über globale Themen wird berichtet. Einmal im Jahr erscheint eine Liste mit den 250 größten Unternehmen in Afrika. Diese ist unterteilt in die Segmente North Africa, West Africa, Southern Africa, East Africa . Das Magazin organisiert die jährliche Veranstaltung „African Business Awards“ in Zusammenarbeit mit dem Commonwealth Business Council. Die Publikation erscheint monatlich in englischer Sprache. Daneben gibt es das Magazin auch in französischer Sprache als New African (Le Magazine de l’Afrique). Schwesterprojekte sind New African (englisch), African Banker, Femme Afriquaine  (franz.).